# Gebrüder Révai
Gebrüder Révai war eine Verlags- und Sortimentsbuchhandlung mit Sitz in Budapest im Königreich Ungarn.

## Geschichte

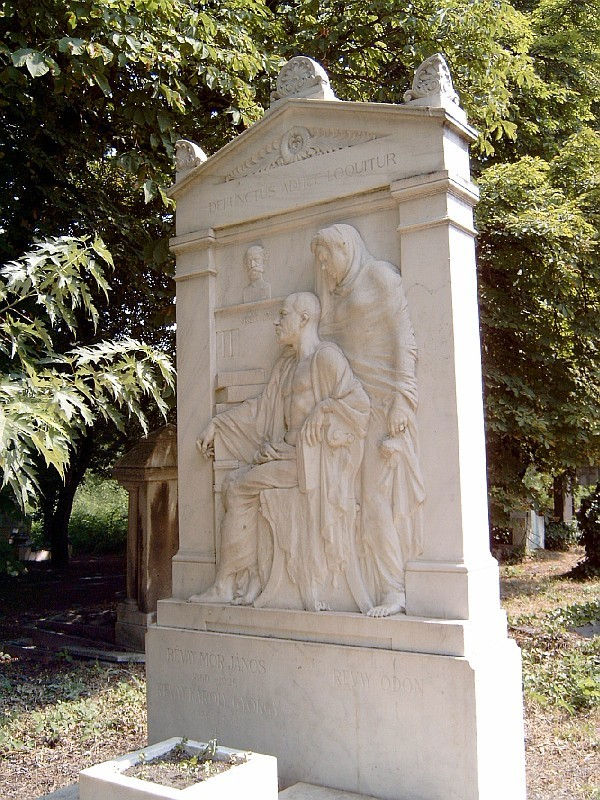
Grabmal des Révai Mór János und des Révai Ödön auf dem Budapester Kerepescher Friedhof

Der Verlag wurde am 1. November 1869 von Sámuel Révai gegründet, Sohn des Ezékiel Rosenberg. Révai überließ das Unternehmen später seinen zwei Söhnen Mór János Révai und Ödön Révai. Ödön war der Vater des ungarischen Journalisten András Révai.
1882 datierte ein Geschäftsrundschreiben der vormals auch Gebr. Rosenberg genannten Firma, nachdem „nach der Genesung von Leo Révai“ und dem Wiedereintritt von Samuel Révai aus Eperies die Wiederaufnahme des Verlags- und Antiquariatsgeschäft durch die Gebrüder Révai mit zusätzlichem Sortiment erfolgte.
Mitte der 1880er Jahre firmierte das Unternehmen unter der Adresse Waitznergasse 11 im IV. Budapester Bezirk als „Fachbuchhandlung für Architektur, Kunst- und Kunstgewerbe, Ingenieurwissenschaften und Gewerbe“. Die Firma war Mitglied im Börsenverein des Deutschen Buchhandels.
Im Verlag erschienen unter anderem Werke des ungarischen Schriftstellers und Journalisten Mór Jókai und des ungarischen Schriftstellers, Journalisten und Politikers Kálmán Mikszáth. 1897 hatte die Gebrüder Révai, Literarische Anstalt Actiengesellschaft, ihren Sitz im Haus Váczy utcza 1.